# Chariton Eugeneiotes
Chariton Eugeneiotes (griechisch Χαρίτων Ευγενειώτης) war Patriarch von Konstantinopel (1177–1178).

## Leben
Chariton kam aus der einflussreichen Familie der Eugeniotes. Er war Hegumen des St.-Georgs-Klosters im kaiserlichen Mangana-Palast in Konstantinopel.
1177 (März/August) wurde er Patriarch. Nach elf Monaten im Amt starb er zwischen Februar und Juli 1178.